# Fender Mustang Bass
Fender Mustang Bass je prva takozvana "shortscale" bas-gitara u povijesti glazbe. Pojavila se godine 1964. i bila je napravljena za sve one, koji ne žele ili ne mogu svirati standardne modele (Fender Precision Bass i Fender Jazz Bass), koji imaju 10 centimetara duže žice od Mustanga. To su djeca, žene, gitaristi i svi oni, koji imaju kratke prste ili male ruke. Kvaliteta tog instrumenta bila je na tako visokoj razini, da su ga počeli upotrebljavati i basisti poznatih rock grupa, kao Rolling Stones ili Status Quo - koji su shvatili, da 10 centimetara krača žica prouzrukuje dinamičniji i oštriji ton za boogie ritam. Model Mustang su u fabrici Fender izrađivali sve do 1981. godine, i to u dvije varijante. Prvi model je Fender Bronco Bass koji je imao identičan oblik tijela i vrata s Mustang modelom. I drugi Fender Musicmaster Bass je jednostavnija verzija Mustanga - i jeftinija. To je model jednostavnije izrade s ugrađenim jeftinijim detaljima, ali zbog toga nije nimalo u sjeni modela Mustanga. Elektromagnet na toj bas-gitari bio je u stvari gitarski - s gitare Fender Stratocaster. Unatoč tome model ima odličan zvuk - kao sve Fenderove bas-gitare. Danas se ovi modeli smatraju skupocjenim raritetom.

## Vanjske poveznice
- http://www.fender.com/products//search.php?section=basses&cat=mustangbass  Arhivirana inačica izvorne stranice od 11. listopada 2007. (Wayback Machine)
- http://www.jimlawrence.net/BASSES/MusicMaster.html